# اوشتایده
اوشتایده (به آلمانی: Samtgemeinde Ostheide) یک منطقهٔ مسکونی در آلمان است که در لونبورگ واقع شده‌است. اوشتایده  ۹٬۹۷۵ نفر جمعیت دارد.